# 伊利耶·万策
伊利耶·万策（羅馬尼亞語：Ilie Oantă，1950年11月17日—），罗马尼亚男子赛艇运动员。他曾代表罗马尼亚参加世界赛艇锦标赛，获得一枚银牌。他也曾参加1972年夏季奥林匹克运动会。